# 鳥取県道271号米子空港線
鳥取県道271号米子空港線（とっとりけんどう271ごう よなごくうこうせん）は、鳥取県境港市を通る一般県道である。

## 概要
境港市佐斐神町の美保飛行場（米子鬼太郎空港）前から国道431号に至る。

### 路線データ
- 起点：鳥取県境港市佐斐神町（美保飛行場（米子鬼太郎空港）前、鳥取県道285号米子空港境港停車場線起点）
- 終点：鳥取県境港市佐斐神町（空港入口交差点、国道431号交点）
- 総延長：1.3 km

## 路線状況

### 重複区間
- 鳥取県道285号米子空港境港停車場線（境港市佐斐神町（起点） - 境港市小篠津町・米子鬼太郎空港交差点）

## 地理

### 通過する自治体
- 鳥取県
  - 境港市

### 交差する道路
| 交差する道路                                   | 交差する場所 | 交差する場所          |
| ---------------------------------------------- | ------------ | --------------------- |
| 鳥取県道285号米子空港境港停車場線 重複区間起点 | 佐斐神町     | 起点                  |
| 鳥取県道285号米子空港境港停車場線 重複区間終点 | 小篠津町     | 米子鬼太郎空港交差点  |
| 鳥取県道47号米子境港線                         | 佐斐神町     | [ 注釈 1 ]            |
| 国道431号                                      | 佐斐神町     | 空港入口交差点 / 終点 |

### 交差する鉄道
- 境線

### 沿線
- 美保飛行場（米子鬼太郎空港）
- JR西日本境線 米子空港駅